# Szugavara Miki
Szugavara Miki (菅原 美希; Hepburn: Sugawara Miki) (Japán, 20. század –) japán válogatott labdarúgó.

## Klub
Az Iga FC Kunoichi csapatában játszott.

## Nemzeti válogatott
1998-ban debütált a japán válogatottban. A japán válogatottban 7 mérkőzést játszott.

## Statisztika
| Japán válogatott | Japán válogatott | Japán válogatott |
| Időszak          | Mérk.            | gól              |
| ---------------- | ---------------- | ---------------- |
| 1998             | 7                | 2                |
| Összesen         | 7                | 2                |